# Niña bonita (telenovela)
Niña bonita es una telenovela venezolana producida y emitida por Venevisión en 1988, primer rol protagónico de Ruddy Rodríguez al lado de Luis José Santander y la actuación antagónica de Abril Méndez y Henry Galué. Cuenta además con las actuaciones estelares de Raúl Xiqués y Ricardo Montaner.

## Argumento
Un triángulo amoroso, un conflicto en el cual están involucradas tres personas, dos jóvenes hermanas y un joven médico casado con una de ellas, pero a la vez enamorado de la otra sin conocer el parentesco que las une. Ángela, que tras estar tres años fuera de su país, llega a la Isla de Margarita y prepara su regreso sorpresivo a la capital y a su familia. Casualmente, en la misma isla, se encuentra con el doctor Francisco León en un congreso médico. 
El encuentro se produce mientras Ángela, buceando en las fabulosas aguas del Caribe, sufre un accidente y el doctor León logra auxiliarla al subir a la superficie, y allí comienza todo. Encuentros llenos de humor y romance, impregnados de pasión. Quedan en encontrarse al día siguiente y esto no llega a producirse. Ángela acude a ver a su hermana Emilia y a sus padres, quienes le preparan una fiesta de bienvenida, donde su hermana le presenta a su esposo: nada menos que el doctor Francisco León. Humor, drama y pasión se unen en una simbiosis perfecta, para hacer de esta historia, algo "muy fuerte".

## Elenco
- Ruddy Rodríguez - Ángela Santana
- Luis José Santander - Francisco Antonio León
- Abril Méndez - Emilia Santana
- Henry Galué - Danilo Lucas
- Fernando Flores - Aquiles Blanco
- Raúl Xiques - Eligio Santana
- Eduardo Gadea Pérez - Juan Pablo
- Ramón Hinojosa - Filiberto León
- Helianta Cruz - Ana Elisa Céspedes
- Francis Helen - Carlota Fuenmayor, la abogada de Eligio Santana
- Laura Zerra - Alcira de Santana
- Mirtha Borges - Dolorita o Dolores
- Betty Ruth - Altagracia León
- Chela D'Gar - Eduviges Izaguirre
- Jimmy Verdum - Greco
- Mauricio González - Gaspar
- José Rubens - Sr. Uzcategui
- Vicente Tepedino - Héctor Blanco, el hijo de Aquiles
- Carlos Subero - Pío
- Vilma Otazo - Violeta
- Martha Pabón - Virginia
- María Elena Heredia - Julie
- Héctor Clotet
- Marcos Campos - Padre Sebastián
- Juan Carlos Gardié - Manolo
- Marisela Leandro - Débora
- Marilyn Sánchez
- Ricardo Montaner - Arnaldo Blanco
- Ernesto Balzi - Ernesto Martínez
- José Ruiz -  Inspector de la policía
- Rafael Romero -  Chucho
- Yaneth Pérez -  Cecilia, la sobrina de Dolores
- María Elena Coello - Cathy
- Carlos Davila -  Carlos, el sobrino de Ana Elisa
- Sixto Blanco -  Arístides, el papá de Francisco Antonio
- José María Bauce - Alejandro Fuentes, el abogado
- Martha Carbillo - Emperatriz,  la enfermera
- Yomally Almenar - Claudia, la secretaria de Aquiles Blanco
- Adela Romero - Angélica, la novia de Héctor Blanco
- Luis Aular -  Rodrigo
- Zulma López - Elena
- Mayra Chardiet - Miguelina

## Producción
- Original de: César Miguel Rondon
- Tema musical: "Tan Enamorados"
- Intérprete: Ricardo Montaner
- Musicalización: Frank Aguilar
- Coordinación: Isidro Riera
- Escenografía: Rolando Salazar
- Edición: Carlos izquierdo
- Producción: Raúl Díaz
- Producción ejecutiva: Carlos Suárez
- Dirección: Reinaldo Lancaster

- Datos: Q6043475